# Piranhaconda
Piranhaconda ist ein amerikanischer Tierhorror- und Trashfilm um eine mutierte Riesenschlange aus dem Jahr 2012 von Jim Wynorski.

## Handlung
Piranhaconda handelt von einem Paar mutierter Riesenschlangen, einer Mischung aus riesigen Anakondas und Piranhas, die auf einer Insel leben und dort Jagd auf Menschen machen. Die Geschichte beginnt mit einem Professor, Professor Lovegrove, der mit einem kleinen Team auf die Insel kommt und nach seltenen Reptilieneiern sucht. Als er ein Nest mit den gesuchten Eiern findet und eines einpackt, werden sie von einer riesenhaften, schlangenartigen Kreatur angegriffen, die außer ihm alle weiteren Teammitglieder tötet. Der Hubschrauberpilot, der mit seinem Hubschrauber fliehen will, wird von der Schlange angesprungen und stürzt mit dem Fluggerät ab. Professor Lovegrove gelingt die Flucht, er wird jedoch kurz darauf von einer Gruppe Krimineller eingefangen, die ihn gegen Lösegeld festsetzen wollen und ihm die Geschichte von dem Monster nicht glauben. Ebenfalls auf der Insel befindet sich ein Filmteam, das einen Low-Budget-Film dreht. Nach dem Drehtag wird eine Darstellerin ebenfalls von einem der Monster gefressen, weitere Personen folgen später. ohne dass die Filmcrew dies bemerkt. Es werden teilweise Personen eingeführt, die mit dem restlichen Plot nichts zu tun haben, etwa eine Gruppe von drei jungen Frauen, die eine seltene Pflanze suchen und dann ebenfalls gefressen werden. Dabei stellt sich heraus, dass es zwei Piranhacondas auf der Insel gibt.
Nachdem der Geldgeber der Filmcrew die Filmarbeiten gestoppt hat, will der Regisseur Milo gemeinsam mit der Hauptdarstellerin Kimmy Weston, der Scripterin Rose, dem Darsteller Jack und dem Pyrotechniker Pike die Insel verlassen. Auf dem Weg werden sie ebenfalls von der Entführergruppe aufgehalten und gefangen genommen. Jack und Pike gelingt allerdings die Flucht in den Urwald und sie können ihren Verfolgern entfliehen, wobei einer der Kriminellen von der Schlange gefressen wird. Als Milo versucht, sich zu beschweren, wird ihm von einem der Entführer in den Fuß geschossen. Einer der Entführer findet die Videokamera des Forscherteams, auf der der Angriff der Schlange dokumentiert ist, und bringt sie zu seinem Boss. Das gefangene Filmteam wird zum Professor gebracht, der ihnen die Geschichte von der Piranhaconda erzählt. Rose versucht zu fliehen, indem sie einem der Entführer einen Flirt vorspielt – stößt jedoch im Dschungel auf eine der Schlangen und kehrt panisch zurück. Derweil versuchen Jack und Pike mit Hilfe von Sprengstoff und erbeuteten Waffen ihre Teamkollegen zu befreien. Inmitten der Befreiungsaktion werden die Entführer von einer der Schlangen angegriffen und der Filmcrew gelingt gemeinsam mit dem Professor die Flucht, allerdings ohne Milo, der seinen Leuten Feuerschutz gibt, und Pike, der bei dem Schusswechsel getötet wird.
Auf der Flucht wird die Crew von der Piranhaconda sowie von den Kriminellen verfolgt, deren Boss sich für den Verlust seiner Freundin rächen will, die ebenfalls gefressen wurde. Die Schlange überholt das Fahrzeug und schneidet dem Team den Weg ab, zugleich versucht der Boss der Entführer, sie mit einer Bazooka abzuschießen. Durch ein Fahrmanöver gelingt es Jack, der Rakete auszuweichen, die die Schlange tötet. Die zweite, größere Schlange tötet derweil Milo und ein Urlauberpärchen, bevor sie ebenfalls die Verfolgung des Filmteams und der Entführer aufnimmt. Am Strand tötet sie kurz darauf das gesamte Entführerteam, das die Crew stellen will und Jack anschießt, sowie die Schauspielerin Kimmy Weston, die sich in das Auto retten will. Rose und Jack trennen sich und Rose flieht mit Professor Lovegrove auf einem Boot. Hier bricht ein Streit um das mitgeführte Ei aus, aufgrund dessen sie von der Schlange verfolgt werden. Rose wirft es über Bord, der Professor versucht es jedoch wiederzuholen, fällt dabei selbst über Bord und wird ebenfalls von der Schlange gefressen. Es stellt sich heraus, dass Rose den Wurf des Eis nur vorgetäuscht hat. Sie fährt ans Ufer und wird von Jack aufgegriffen, gemeinsam fliehen sie auf einem Quad und locken die Schlange mit dem Ei hinter sich her. An einem Wasserfall präparieren sie das Ei mit Sprengstoff und werfen es der Piranhaconda in den Rachen, wo es explodiert und das Monster tötet, während sie in den Wasserfall springen. Am Ende küssen sie sich – in der allerletzten Szene werden jedoch auch sie von einer plötzlich durch das Kamerabild rauschenden Schlange gefressen.

## Hintergrund
Der Film wurde 2012 als Fernsehfilm von der Filmfirma New Horizons Pictures produziert. Die Aufnahmen wurden dabei vor allem auf der Insel Kauaʻi, Hawaii, gedreht. Die Veröffentlichung in den Vereinigten Staaten fand am 16. Juni 2012 beim US-Sender Syfy statt. In Deutschland erschien der Film am 1. August 2013 direkt auf DVD und Blu-ray. Wie bei zahlreichen anderen Tierhorrorfilmen des Produzenten Roger Corman wie etwa Sharktopus oder Dinocroc vs. Supergator steht auch bei Piranhaconda ein aus mehreren Tieren mutiertes Monster mit entsprechenden Fähigkeiten im Mittelpunkt. Mit dem Regisseur Jim Wynorski arbeitete Corman bereits bei Dinocroc vs. Supergator zusammen, außerdem führte er die Regie bei weiteren Tierhorrorfilmen wie Camel Spiders – Angriff der Monsterspinnen sowie Erotikfilmen wie The Devil Wears Nada.
Das Gesamtbudget für Piranhaconda wird auf etwa eine Million US-Dollar geschätzt.

## Kritiken
„Jim Wynorski, der seit 1985 rund 100 Trashfilme gedreht hat, verfüttert schon in den ersten zwanzig Minuten sechs Bikini-Girls an die Computertrickmonster. Das wird rasch sehr fad.“

„Es gibt guten Trash und es gibt schlechten Trash. Es gibt Filme, die unterhalten und es gibt reichlich viel Müll, der am besten dort landet, wo man ihn gänzlich unkompliziert beseitigen kann: die Schrottpresse. Produktionsstudios wie ASYLUM und der SYFY CHANNEL haben bewiesen, dass sich selbst mit ultra-miesem Schund eine Menge Kohle scheffeln lässt und es da draußen sogar noch Filmfreunde mit zu viel Kohle gibt, die die Herstellung dieses Abfalls mit dem Kauf der DVDs und Blu-rays ankurbeln. Das hochintellektuelle “Meisterwerk” PIRANHACONDA ist einer dieser Filme, dessen Daseinsberechtigung vermutlich nie ergründet wird.“